# Grotte di Elephanta
Le Caverne Elephanta (in Marathi घारापुरीची लेणी Gharapurichya Lenee) sono una rete di grotte dalle pareti scolpite, situate nell'Isola Elephanta, o Isola Gharapuri (letteralmente "la città delle grotte") nei pressi del porto di Mumbai, 10 km ad est della città nello Stato indiano del Maharashtra.
L'isola, è situata su un braccio del Mar Arabico, ospita due gruppi di grotte, il primo dei quali è composto da cinque grotte indù, il secondo, da due grotte buddiste. Le grotte indù contengono diverse sculture in pietra, e rappresentano il simbolismo religioso e spirituale della setta indù Shaiva, dedicata al dio Shiva
Le sculture intagliate nella roccia delle grotte sono state datate tra il V e l'VIII secolo d.C., anche se l'identità dei costruttori originali è ancora oggetto di discussione tra gli studiosi. Le grotte sono letteralmente scavate nella durissima roccia basaltica, e in origine erano tutte dipinte, ma di questa pittura, ora ne rimangono pochissime tracce.
Fu luogo di culto indù fino al 1534, anno dell'introduzione della Regola portoghese. Gli stessi Portoghesi ribattezzarono l'isola con il nome Elephanta, a causa della gigantesca statua storicamente presente all'imbarco principale, ora collocata all'esterno nel giardino zoologico Daji Bhau Lad del Museo Al Udyan Jijamata a Byculla, Mumbai. Questa grotta venne restaurata nel 1970 dopo anni di abbandono, e nel 1987 venne proclamata Patrimonio dell'umanità. Attualmente è gestito dal Survey of India (ASI).

## Geografia

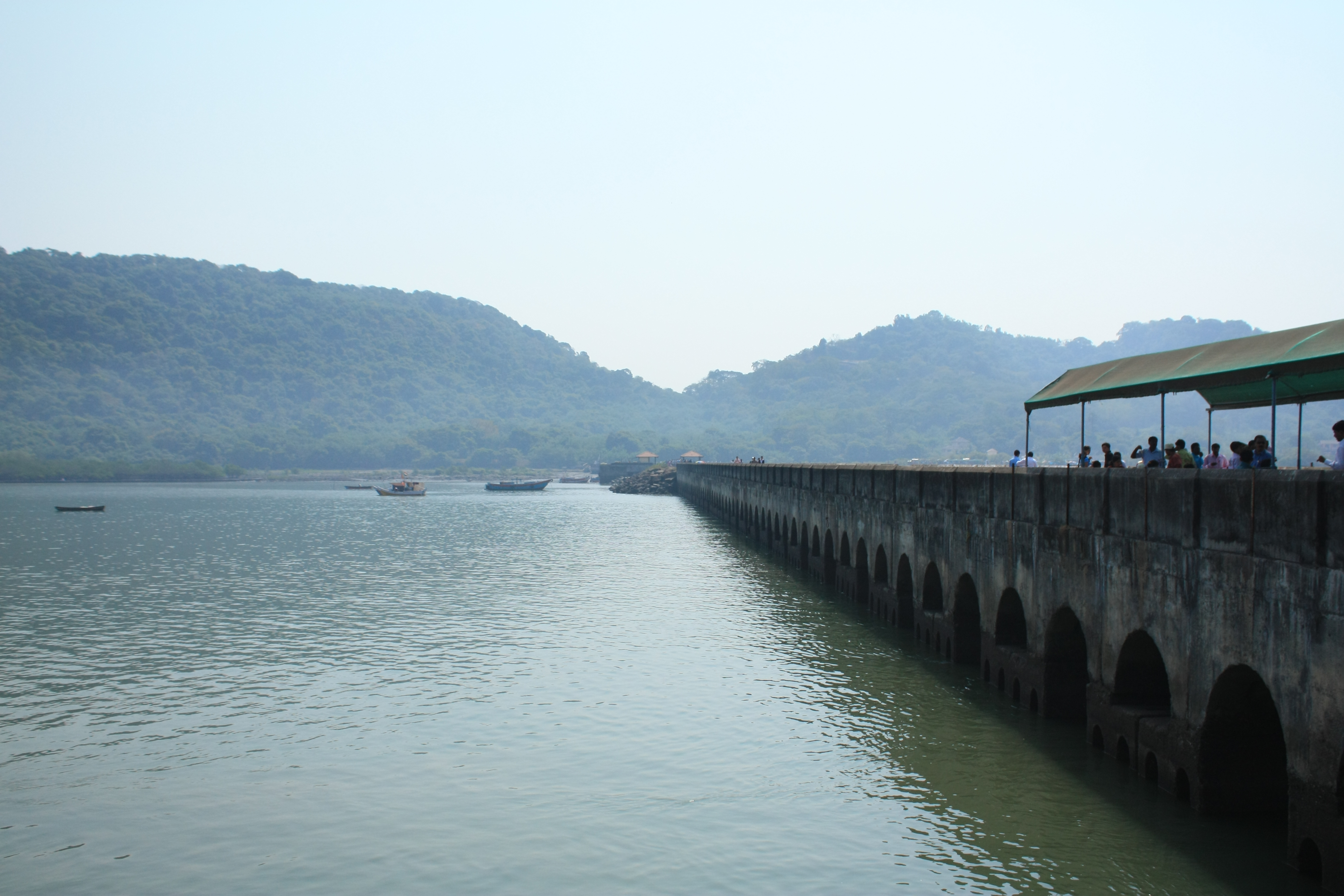
Le colline di Elephanta

L'Isola Elephanta o Gharapuri, si trova a circa 11.26 chilometri ad est del molo da imbarco Apollo presso il porto di Mumbai e a circa 9.65 km a sud di Pir Pal in Trombay. L'isola si estende per 10.36 chilometri quadrati durante l'alta marea e per 15.54 chilometri quadrati con la bassa marea. Ora il nome Gharapuri appartiene ad un piccolo villaggio situato nella parte meridionale dell'isola. Le Grotte di Elephanta sono raggiungibili con un traghetto da Mumbai, la città più vicina dotata di aeroporto e stazione ferroviaria. La grotta è chiusa al lunedì.
L'isola è lunga 2.41 chilometri ed ospita, lungo l'asse nord-sud, due colline entrambe alte 152 metri. È tagliata da nord a sud da una profonda gola, mentre ad ovest, una terza collina sale dolcemente dal mare e si estende da ovest verso est attraverso un burrone, salendo per un'altezza massima di 173 metri. Questa collina è conosciuta come la collina degli Stupa ed ospita una rigogliosa foresta con alberi di mango, tamarindo, karanj e palme, mentre giù nella valle vi sono delle risaie. La sponde dell'isola sono ricche di cespugli di mongrovie. Gli approdi si trovano vicino a tre piccoli borghi noti come Bunder, a nord-ovest, Mora Bunder a Nord-Est, Gharapuri o Raj Bunder a sud.
Nella parte occidentale dell'isola vi sono cinque grotte scavate nella roccia, mentre sulla collina orientale è presente uno stupa in mattoni. Sulla parte superiore delle due grotte vi sono alcune cisterne scavate nella roccia, mentre una delle grotte situate sulla collina orientale è incompiuta. Secondo una disposizione del 1985 la zona include "un'area proibita" di circa un chilometro a partire dalla spiaggia.

## Storia
Poiché non sono stati scoperte iscrizioni nelle grotte dell'isola, la storia antica è solo un'ipotesi. Secondo una leggenda sia Pandava, eroe del poema epico indù del Mahābhārata, che Banasura, il devoto demone di Shiva, sono entrambi accreditati della costruzione dei templi e delle grotte. La tradizione locale sostiene che le grotte non sono artificiali, mentre gli storici dell'arte le hanno datate tra la fine del V e la fine dell'VIII secolo d.C. Scavi archeologici hanno portato alla luce dei Kshatrapa, monete risalenti al IV secolo d.C.
Il luogo ruota storicamente sulla difesa della dinastia Maurya governanti del Konkan nei confronti dell'imperatore Badami Chalukyas Pulakesi II (609-642) durante una battaglia navale del 635 d.C. L'isola Elephanta in quel periodo storico prendeva il nome di Puri o Purika, e fu anche capitale del regno Maurya Konkan. Alcuni storici attribuiscono le grotte all'epoca del regno Maurya Konkan, risalente a metà del VI secolo d.C., anche se altri confutano questa affermazione, affermando che un regno relativamente piccolo come il Maurya Konkan non avrebbe potuto intraprendere uno scavo, per il quale sarebbe stato necessario uno "sforzo quasi sovrumano" per scolpire nella roccia solida interi templi, non potendo disporre di sufficiente manodopera specializzata per la produzione di sculture di così "alta qualità" artistica.

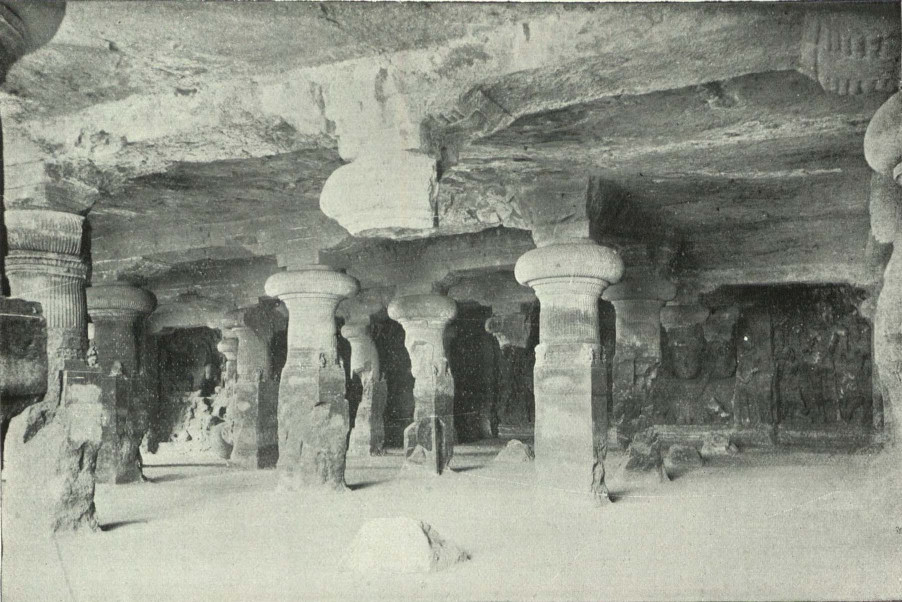
Grotte di Elephanta, c. 1905. Notare le colonne spezzate, restaurate nel 1970.

Altri storici attribuiscono la costruzione al Kalacuris, tra la fine del V ed il VI secolo d.C. che può aver avuto un rapporto feudale con il Maurya Konkan. In un'epoca in cui era prevalente il politeismo, la grotta di Elephanta rappresentava la principale dedica al monoteismo della setta del Shivaismo Pàshupata, una setta a cui appartenevano sia il Kalacuris che il Maurya Konkan.
Circolano molte ipotesi sui costruttori delle caverne. Per esempio: i Chalukyas che sconfissero sia i Kalacuris che i Maurya Konkan, sono da alcuni ritenuti, verso la metà del VII secolo, gli artefici della grotta principale, così come lo sono stati gli Rashtrakutas, tra l'inizio del VII e la fine del VIII d.C. Infatti la grotta Shiva di Elephanta è simile, in alcuni aspetti, al tempio del Rashtrakuta risalente all'VIII secolo d.C., il tempio di Kailasanathar presso Ellora. La Trimurti di Elephanta che mostra i tre volti di Shiva è simile alla Trimurti di Brahmā, Visnù e Mahesh (Shiva) dell'insegna reale dei Rashtrakutas. Le sculture di Nataraja e di Ardhanarishvara sono attribuite al Rashtrakutas.

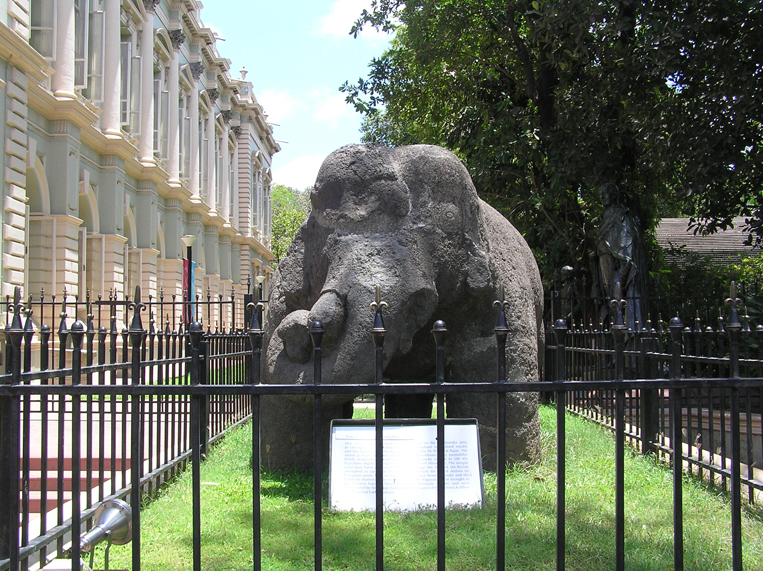
La scultura di elefante dell'isola è attualmente installata presso lo Jijamata Udyaan zoo di Mumbai.

Più tardi, l'isola fu governata da un'altra dinastia Chalukyan, successivamente dal sultanato del Gujarat, che, tra il 1534 ed il 1661, si arrese al dominio portoghese. Da allora, l'isola venne chiamata Gharapuri Elephanta, nome ancora usato nella locale lingua marathi. I portoghesi chiamarono l'isola Elephanta Island in onore di un'enorme statua, una roccia scavata nella durissima pietra basaltica a forma di elefante, installata successivamente su una collinetta ad est del villaggio di Gharapuri. Attualmente la statua si trova nello zoo di Mumbai lo Jijamata Udyaan
La Regola portoghese fu causa di un calo della popolazione indù dall'isola e l'abbandono della grotta principale, la grotta di Shiva, come luogo di culto indù regolare, anche se il culto Mahashivratri, legato alla festa di Shiva, è ancora presente. Il dominio coloniale portoghese fece danni considerevoli ai santuari. I soldati utilizzarono i rilievi della grotta di Shiva per il tiro al bersaglio, risparmiando solo la scultura rappresentante la Trimurti. Hanno anche rimosso una scritta relativa alla creazione delle grotte. Mentre alcuni storici accusano solo i portoghesi della distruzione delle grotte, altri ipotizzano come causa il dilavamento e le infiltrazioni prodotte dall'acqua piovana. I portoghesi lasciarono l'isola nel 1661 a causa del trattato conseguente al matrimonio tra Carlo II d'Inghilterra e Caterina di Braganza, figlia del re Giovanni IV del Portogallo : come parte della dote di Caterina verso Carlo le isole passarono all'Impero britannico.
Anche se la grotta principale venne restaurata nel 1970, le altre, tra cui tre dotate di sculture importanti, sono ancora gravemente danneggiate. Le grotte sono state dichiarate, nel 1987, patrimonio dell'umanità da parte dell'UNESCO in base a specifici criteri culturali: .. le grotte rappresentano un capolavoro del genio creativo umano.. e .. [in grado] di portare una testimonianza unica o quanto meno eccezionale di una tradizione culturale o di una civiltà vivente o scomparsa.

## Panoramica
Sull'isola vi sono due gruppi di grotte intagliate in stile architettonico. Sono tutte scavate nella durissima roccia basaltica, e, pur essendo state dipinte, di tale pittura ne rimangono solo alcune tracce. Il gruppo più numeroso consiste di cinque grotte situate sulla collina occidentale dell'isola, ben note per le sue sculture indù. La grotta principale identificabile come Grotta uno è situata a circa 1,6 chilometri da una collina posta di fronte all'oceano. Si tratta di una struttura complessa, un tempio scavato nella roccia che si estende su una superficie di 60.000 metri quadrati, e si compone di una camera principale, due camere laterali, dei cortili, e dei reliquiari. L'ingresso posteriore è più basso di 39 metri rispetto all'ingresso anteriore. Il complesso del tempio è considerato la dimora di Shiva raffigurato con sculture che ne rivelano ampiamente le azioni e le sue celebri e diverse forme.
Nella parte orientale dell'isola, sul colle Stupa, vi è un piccolo gruppo di grotte che ospitano i monumenti buddisti. Questa collina prende il nome dallo Stupa eretto sul colle omonimo. Una delle due grotte è incompleta, mentre l'altra contiene una Stupa in mattoni.

## La grotta principale

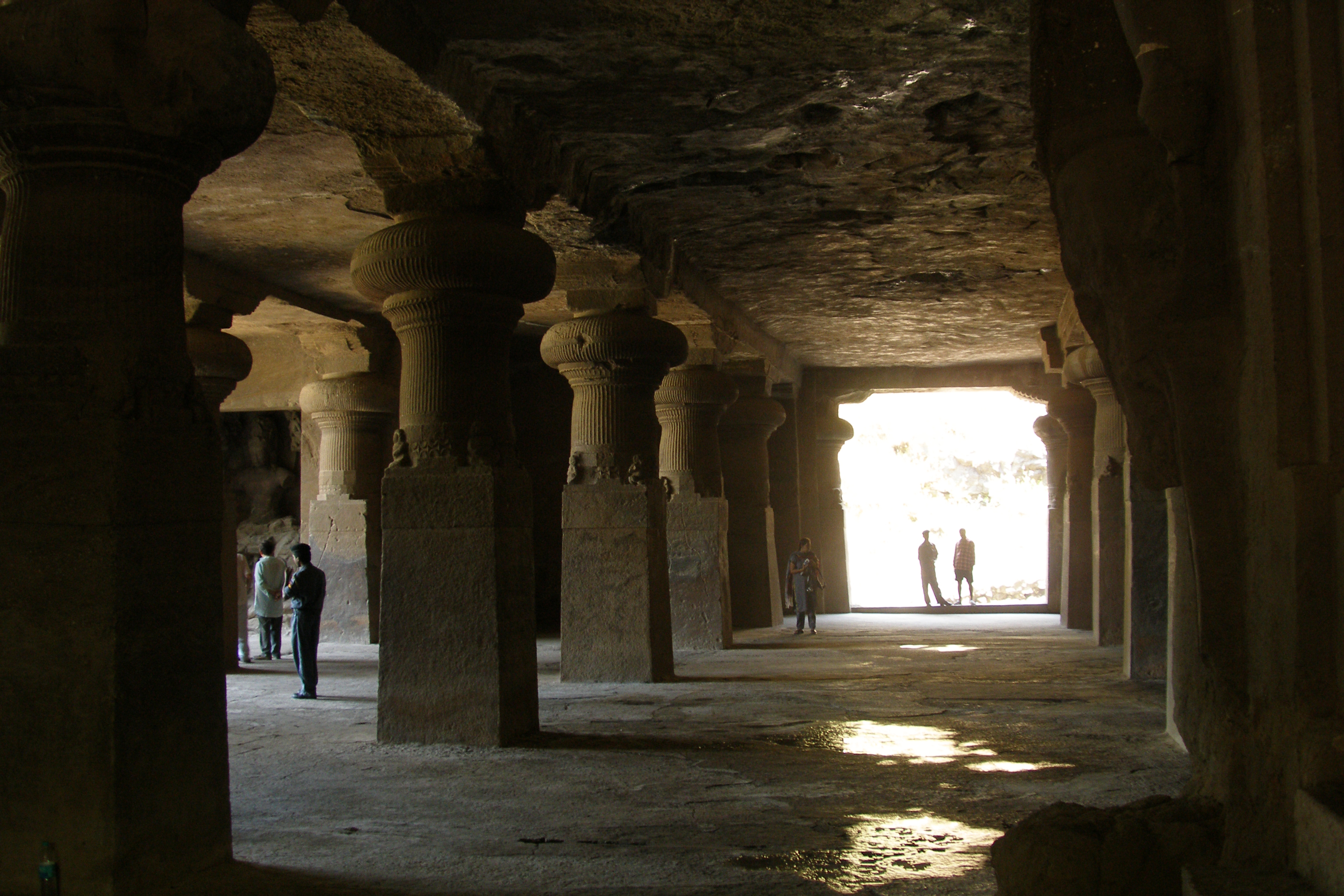
Grotte degli Elefanti - Grotta 1 ingresso est (porta a destra

La grotta principale, chiamata grotta di Shiva, Grotta uno, o Grotta Grande, è lunga 27 metri ed è costituita da una grande sala a pianta quadrangolare (mandapa). Per raggiungerla dal livello del mare è necessario salire per 1.000 scalini. 
L'ingresso della grotta è allineato con l'asse nord-sud, insolito per un santuario dedicato a Shiva, normalmente orientati secondo l'asse est-ovest. Vi sono quattro pilastri che incorniciano tre ante aperte. L'aula di ingresso è composta da sei pilastri che compongono tre campate. I pilastri hanno una base quadrangolare e un fusto che a metà dell'altezza complessiva diventa a sezione circolare, culminando in un capitello a ciambella, percorso da sottili scanalature La volta è scavata simulando delle travi.
In questa aula di ingresso si trovano due grandi bassorilievi nelle rientranze ai lati, rappresentanti Shiva e sono risalenti al periodo Gupta. Il bassorilievo di sinistra raffigura Yogishvara (il Signore dello Yoga), mentre a destra si trova Nataraja (Shiva come Signore della danza). Il santuario centrale di Shiva (vedi al nº16 nella piantina qui sotto) è una cella quadrata dotata di quattro ingressi e si trova a destra della sala principale. All'estremità est ed ovest delle grotte si possono trovare altri piccoli santuari: il santuario orientale fungeva da ingresso cerimoniale.
Ogni rientranza nella parete ospita un rilievo di grandi dimensioni di Shiva, alto circa 4,87 m. Il rilievo centrale, Shiva Trimurti, si trova sulla parete sud ed è affiancata da Ardhanarisvara, una delle rappresentazioni di Shiva come mezzo uomo e mezza donna; alla sinistra invece si trova Gangadhara, alla sua destra è visibile, attraverso gli arruffati riccioli di Shiva, la metaforica rappresentazione della discesa del fiume Gange. 
Nella sala principale vi sono altre sculture rappresentanti i diversi aspetti di Shiva, situate in posizioni strategiche e in cubicoli isolati. Tra queste osserviamo la Kalyanasundara, raffigurante il matrimonio di Shiva con la dea Parvati, l'Andhakasuravadamurti o Andhakasuramardana, l'uccisione del demone Andhaka, Shiva-Parvati sul Monte Kailash (la dimora di Shiva), e Ravananugraha, raffigurante il demone-re Rāvaṇa che sta scuotendo il Monte Kailash
Le grotta principale è un mix di stili architettonici Chalukyan. Le caratteristiche quali: figure massicce delle divinità, guardiani, pilastri quadrati con capitelli personalizzate con caratteristiche artistiche Gupta, come la rappresentazione delle montagne e delle nuvole e acconciature femminili è tipico di questo stile.
Legenda:
Aula principale

1. Ravana che solleva il monte Kailash

2. Shiva e Parvati nel monte Kailash

3. Ardhanarishvara

4. Trimurti

5. Gangadhara

6. Nozze di Shiva

7. Shiva che uccide Andhaka

8. Nataraja

9. Yogishvara

16. Linga
Santuario ala est

10. Kartikeya

11. Matrikas

12. Ganesha

13. Dvarapala

Santuario ala ovest

14. Yogishvara

15. Nataraja

s.n. Cisterna

### Shiva, Parvati e il monte Kailash
Il bassorilievo situato sulla parete a sud-est del portico raffigura Shiva e Parvati seduti nella loro dimora, il Monte Kailash. Shiva è raffigurato con quattro braccia, una corona, più indietro si vede la figura un disco molto danneggiato, un filo sacro sul petto, e una vestaglia che lo copre fino al ginocchio. Parvati, è rappresentata vestita con la sua tipica raffinatezza, i capelli che le cadono in avanti, e lo sguardo rivolto altrove. Dietro di lei a destra vi è una assistente con in braccio un bambino, identificabile con il figlio di Parvati, Kartikeya, dio della guerra. Dietro le figure principali vi sono diversi assistenti maschili e femminili. Uno di questi, un assistente di Shiva, è seduto ai suoi piedi, vicino ad uno scheletro simile al Bhringi. Altre figure, non distinte, rappresentano, tra l'altro, un gigante, degli asceti, un individuo grasso, un nano, un toro (il monte di Shiva), le caratteristiche di un Garuḍa (demone), e due scimmie. La bellezza paesaggistica della montagna è scolpita con lo sfondo del cielo in mezzo a una pioggia di fiori celesti che cade su Shiva-Parvati. Questa scena è interpretata come una scena, in cui Parvati è arrabbiata per i trucchi che Shiva attua giocando a dadi.
Nel bassorilievo scolpito di fronte al precedente, sono evidenziati due livelli di rappresentazione del sollevamento del Monte Kailash per mano del demone Rāvaṇa. In alto si possono osservare il Monte Kailash, sul quale sono seduti Shiva e Parvati. Shiva è rappresentato con otto braccia, il tre occhi, e indossa un copricapo con un mezzaluna davanti e un disco dietro. La maggior parte delle sue braccia sono rotte, mentre due sono appoggiate sulla testa degli assistenti. La figura di Parvati, seduta di fronte Shiva, appare come un mezzobusto. Il bassorilievo è affiancato da due statue, i guardiani delle porte. Nel bassorilievo sono presenti anche gli assistenti di Shiva, ma sono piuttosto danneggiati. Bhringi, simile ad uno scheletro, è seduto vicino ai piedi di Shiva, mentre alla sua sinistra si trova la testa di elefante di suo figlio, Ganesha. In questo insieme, il demone-re a dieci teste Rāvaṇa è rappresentato con un'unica testa indenne, e venti dalle sue braccia, poco distinguibili. Intorno a Ravana si possono osservare diversi demoni. Sopra Shiva vi sono numerose figure: Il dio Visnù, in sella alla sua cavalcatura Garuḍa, alla sua sinistra, uno scheletro, mentre in una nicchia si vede il Monte Parvati ed una tigre.
Una leggenda descrive entrambi gli intarsi. Una volta, Parvati era arrabbiata con Shiva. In quel momento, Ravana, passando dal Monte Kailash si sentì come ostacolato nei suoi movimenti. Sconvolto, strinse il monte con la forza, spaventando Parvati che, per reazione, abbracciò Shiva. Infuriato per l'arroganza di Ravana, Shiva si gettò su di lui come una furia, ma Ravana cantandogli le lodi gli chiese di liberarlo dalla sua miseria, trasformandosi in un suo ardente devoto. Un'altra versione afferma che Shiva benedisse Ravana, contento del riconquistato affetto di Parvati.

### La Trimurti, Gangadhara e Ardhanarishvara

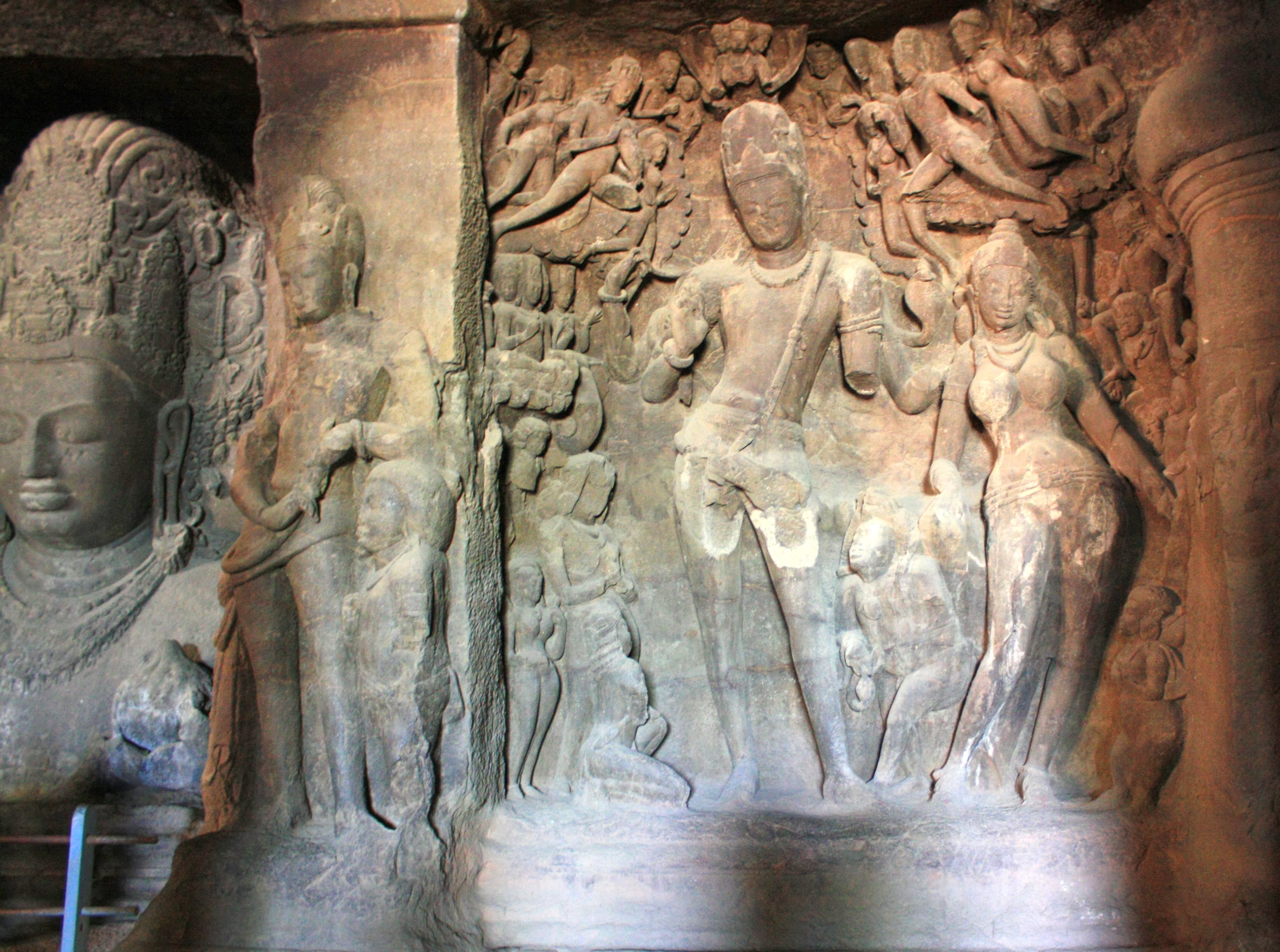
Gangadhara Shiva (a destra) con una parte della Trimurti e a sinistra un assistente

Descritto come il "capolavoro dell'arte Gupta-Chalukyan", la scultura più importante nelle grotte è la Trimurti, scolpita in rilievo sul retro della caverna di fronte all'ingresso, sul lato nord-sud. È nota anche come Trimurti Sadashiva e Maheshmurti. L'immagine, alta 6,1 metri, illustra la versione a tre teste di Shiva e rappresenta Panchamukha Shiva. Si dice che le tre teste rappresentino i tre aspetti fondamentali di Shiva: la creazione, la conservazione e la distruzione. La mezza faccia della parete ovest, lo mostra come un giovane dalle labbra sensuali, che incarna la vita con la sua vitalità. In mano ha un oggetto simile ad un bocciolo di rosa, a simboleggiare la promessa di vita e creatività. Questo volto è il più vicino a quello di Brahmā, il creatore o Uma o Vamadeva, il lato femminile di Shiva creatore di gioia e di bellezza. La mezza faccia a sinistra (parete est) rappresenta un uomo baffuto, giovane, che esprime rabbia. Questo è lo Shiva dalle sembianze del terrificante Aghora o Bhairava, quello la cui rabbia può sommergere il mondo intero incendiandolo, lasciando dietro di sé solo cenere. Questo è anche conosciuto come Rudra-Shiva, il distruttore. Il volto centrale, benigno e meditativo, ricorda il conservatore Visnù. Questo è tatpurusha:  il maestro dai principi sia positivi che negativi di esistenza e custode della loro armonia, o Shiva come uno Yogi in profonda meditazione e preghiera a protezione dell'umanità. L'aspetto di Sadyojata è stato inserito nella parte posteriore e superiore della scultura, mentre Ishvara non appare. Il simbolo della "Trimurti" è stato utilizzato come logo del dipartimento per lo sviluppo del turismo nella regione del Maharashtra

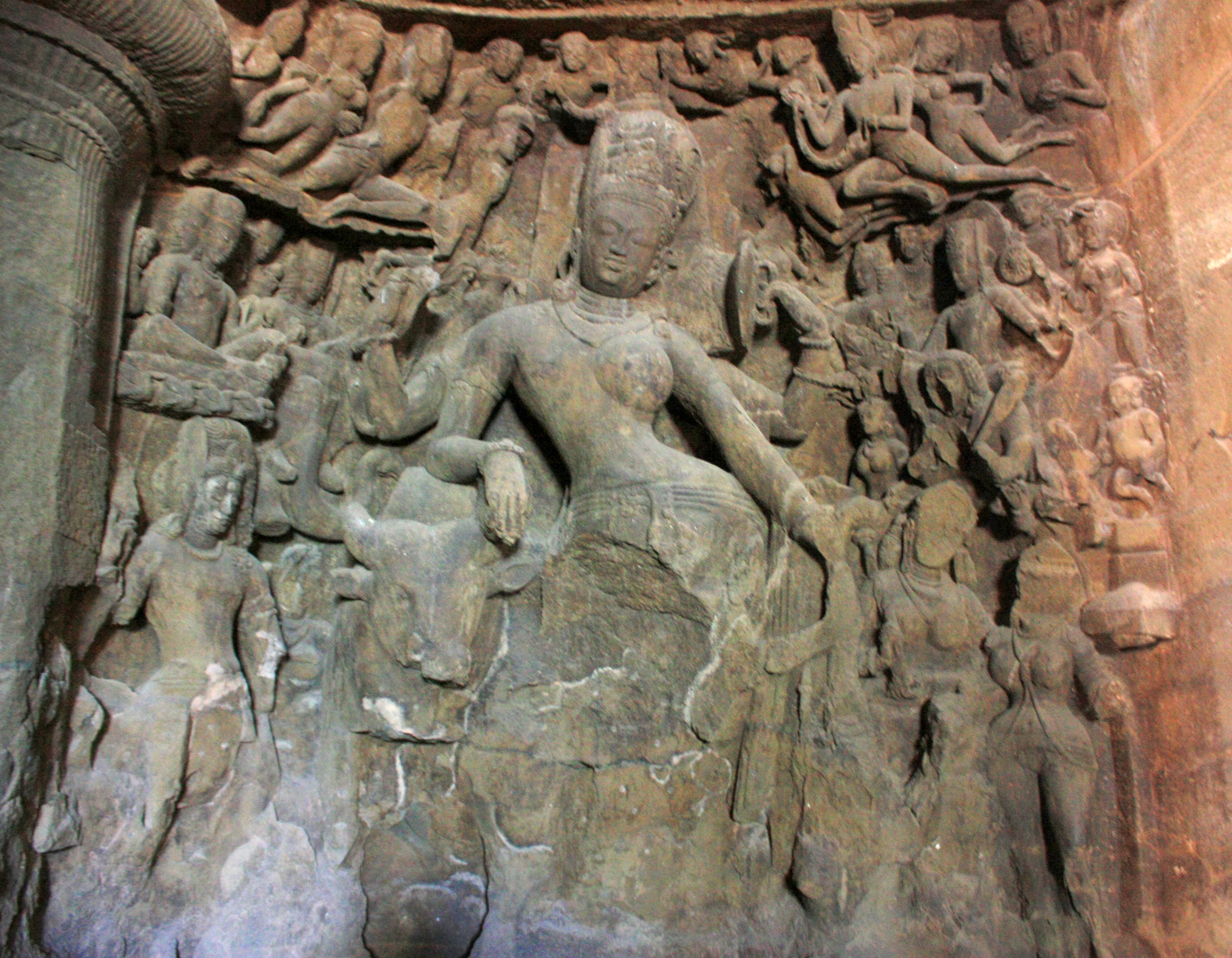
Ardhanarishvara (al centro) nella caverna Elefanta. Si noti la scultura di sinistra femminile, e la destra maschile: rappresentano Shiva e sua moglie Parvati

L'immagine di Gangadhara situata a destra della figura della Trimurti, rappresenta in realtà un insieme di divinità riunite attorno alle figure centrali di Shiva e Parvati e la fonte del Gange mentre scende dal cielo. La scultura è larga 3.96 metri e alta 5.20 metri. L'immagine è molto danneggiata, in particolare nella parte inferiore di Shiva dove è seduta Parvati: qui si osservano quattro braccia, due delle quali sono rotte. Dalla corona e da una coppa è scolpita una figura femminile a tre teste con le braccia rotte, e rappresenta i tre fiumi sacri: Gange, Yamuna e Sarasvati. Lo Shiva scolpito è adornato con degli ornamenti. Le braccia sono avvolte dalle spire di un serpente che spunta con la testa sopra la sua spalla sinistra. Un'altra mano, parzialmente rotta, dà l'illusione che Shiva, con una testa dai capelli arruffati, abbracci Parvati. Sulla mano destra di Shiva appare un piccolo serpente, vicino al collo una tartaruga, mentre una fascia avvolge la parte posteriore. Un drappeggio ornato copre sotto la cintola, il tronco inferiore.
Parvati, scolpita alla sinistra di Shiva, è vestita, la testa acconciata è completamente adornata di gioielli ed ornamenti. Con la mano destra tocca la testa di una assistente donna che gli sta portando la custodia del suo vestito. A destra di Shiva si osservano Brahmā e Indra, con i loro doni e cavalcature mistiche: Visnù in sella a Garuḍa, si trova alla sinistra di Parvati. Sono presenti molti altri dettagli, ma sono pesantemente danneggiati, ma si deduce che una figura inginocchiata nella parte anteriore rappresenti il re che ha commissionato l'opera. Nel retro vi sono molte divinità e assistenti femminili. L'intero contesto è rappresentato all'aperto sotto un cielo parzialmente nuvoloso, con uomini e donne, tutti vestiti, investiti da una pioggia di petali di fiori.
Nella camera a est della Trimurti, si trova il bassorilievo di Ardhanarishvara, un corpo munito di quattro braccia. Sulla testa di questo corpo, alto 5,1 metri, è posto un copricapo (doppiamente piegato) con due lembi che ricadono verso la testa di Parvati, mentre la parte destra di Shiva è raffigurata con capelli arricciati ed una mezzaluna. La figura femminile è adornata con diversi bracciali e braccialetti, un grande orecchino ad anello e anelli sulle dita; la figura a destra è maschile e gli cadono i capelli, al polso vi sono dei braccialetti. Una delle mani è appoggiata sul corno sinistro di Nandi, sul monte di Shiva, ed è abbastanza ben conservato. Anche la coppia di mani sul retro è ingioiellata, mentre la mano destra del maschio tiene un serpente, la mano sinistra femminile tiene uno specchio. La mano anteriore sinistra è rotta, ma si ritiene che trattenesse la veste della dea. La figura centrale è circondata da divinità.

### Shiva che uccide Andhaka

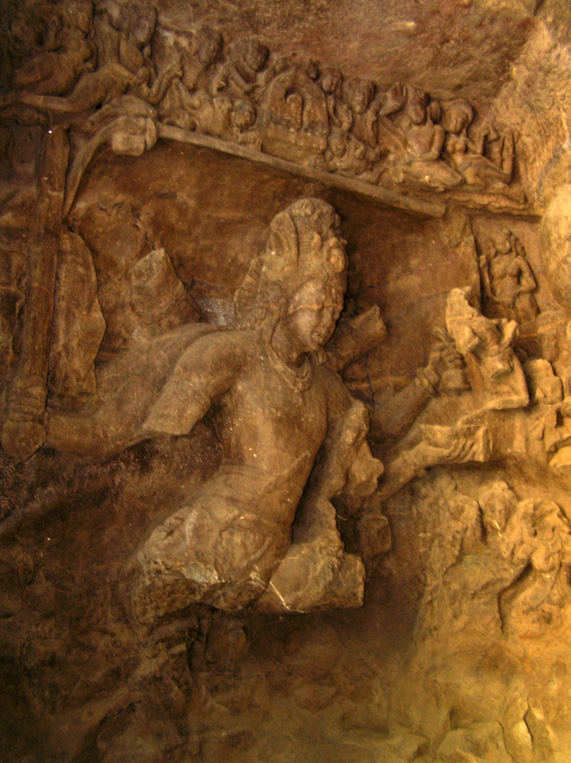
Shiva uccide Andhaka

Il bassorilievo è considerato come una scultura unica nel suo genere ed è situata sul lato nord della navata, e mostra Bhairava o Virabhadra, una spaventosa forma di Shiva. Nel bassorilievo Parvati è seduta accanto a suo marito, ma lo sta osservando terrorizzata. Un'assistente femminile si trova vicino a lei. La figura centrale, molto rovinata sotto la vita, è alta 3,5 metri e appare come se fosse di corsa. Dietro al copricapo è agganciato un collare, mentre un teschio e un cobra si trovano sulla fronte, in alto a destra è presente una mezzaluna. Questa forma di Shiva, esprime un'intensa rabbia: fronte corrugata, occhi gonfi, zanne enormi. Le gambe e cinque delle otto braccia sono rotte, tra cui il braccio più piccolo, a causa di atti di vandalismo causati dai soldati portoghesi. Mentre l'immagine di Andhaka si trova sotto l'immagine di Bhairava, si intuisce che Shiva trafigge con la mano anteriore destra Bhairava, ma è solo un'ipotesi, visto che appare come se nessuno tenesse in mano la lancia. La mano posteriore, invece, è sollevata e trattiene una pelle di elefante. Appesi alle mano sinistre si vedono una testa di elefante, una zanna scolpita, ed un tronco. La seconda mano, oltre ad essere avvolta da un serpente, tiene un kapala, un contenitore che raccoglie il sangue che colava da l'Andhaka ucciso. Inoltre, nel bassorilievo, appaiono due donne, un uomo, due asceti, una piccola figura di fronte, un'altra donna, e due nani. Sopra la testa principale di Shiva si osserva un'insolita scultura, sembra una "bottiglia molto larga con una scalanatura nel mezzo", probabilmente l'aum o il linga o un santuario di Shiva, circondato da devoti.

### Il matrimonio tra Shiva e Parvati

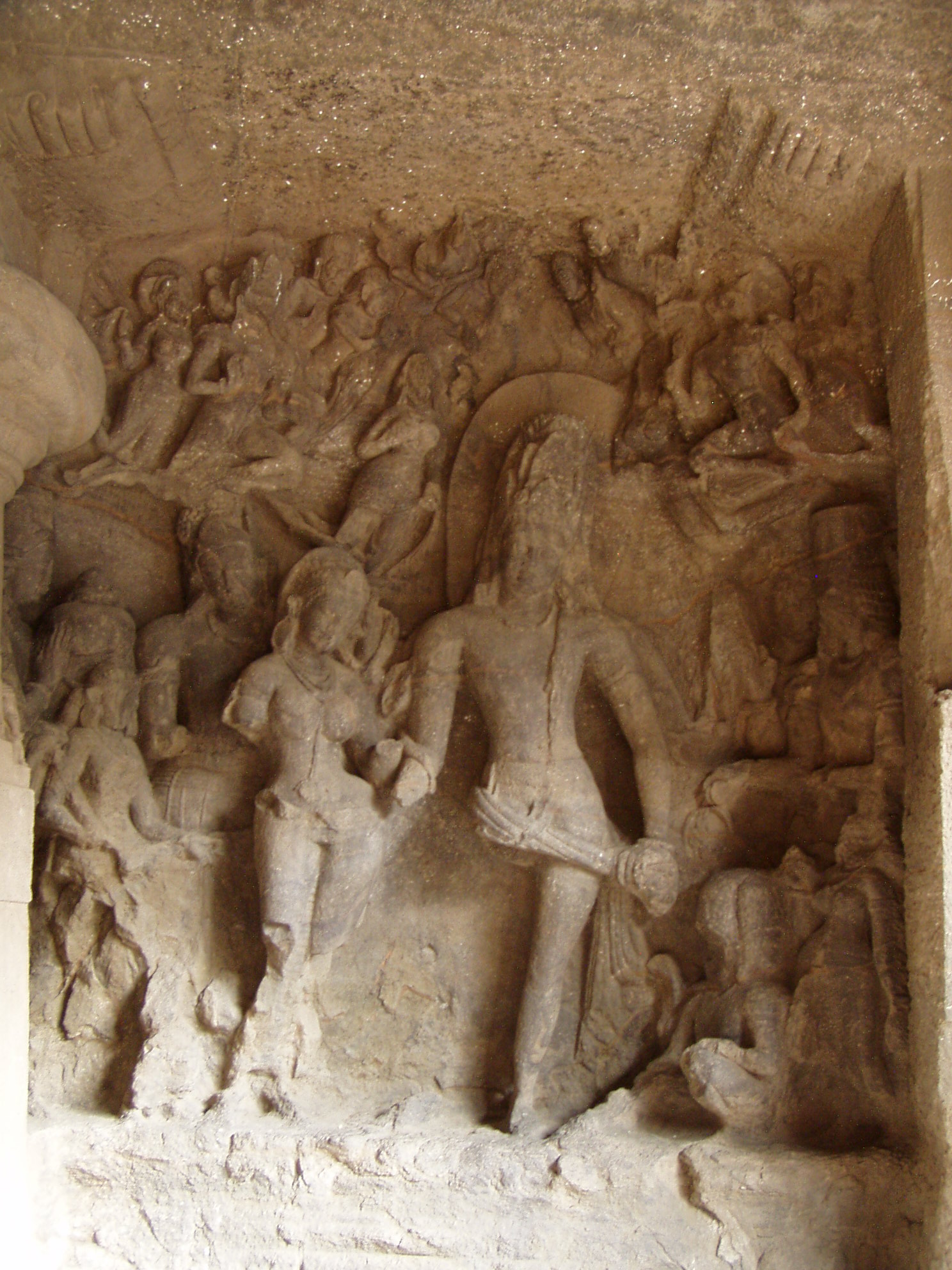
Pannello raffigurante il matrimonio divino tra Shiva e Parvati con la presenza: Brahma, Vishnu, Indra, e altre divinità

L'immagine nella nicchia scavata sulla parete sud rappresenta un insieme di divinità riunite intorno alle figure centrali di Shiva e Parvati nel momento del loro matrimonio. Parvati, secondo la tradizione indù, è in piedi alla destra di Shiva. Le sculture sono molto danneggiate, e solo una delle quattro mani di Shiva è completamente visibile, anche la gamba destra è mancante. Shiva indossa un copricapo a cui è fissato un disco luminoso, e indossa un abito elegante, drappeggiato e ben legato in vita, con un filo sacro sul petto. Parvati è scolpita perfettamente, ben vestita, capelli acconciati, riccamente ingioiellata ed è strettamente drappeggiata per evidenziarne le forme del corpo. La sua espressione è timida, ed è accompagnata dal padre che le pone la mano destra sulla spalla. Anche se entrambe le mani sono danneggiate, si deduce che la mano sinistra di Parvati stringeva la mano destra di Shiva come segno di Santa Alleanza. Brahma è seduto come il sacerdote officiante il matrimonio, mentre Vishnu, fa da testimone. Mena, la madre di Parvati è in piedi accanto a Vishnu. Tra gli ospiti, in piedi, dietro Parvati, si vede il dio-luna Chandra agghindato con una parrucca e una mezzaluna, mentre tiene un vaso circolare con il nettare necessario alla cerimonia. Appena sopra le immagini principali, si osserva una pletora di divinità: i saggi barbuti, le Apsaras (le ninfe), i Vidyadharas (titolari di saggezza o semidei), le Yakshnis (le dee della fortuna e del desiderio e dell'amore), i Gandharva (gli dei della natura), Bhringi (l'unicorno), e altri assistenti maschili e femminile fanno da testimoni gettando fiori sulla coppia

### Yogishvara

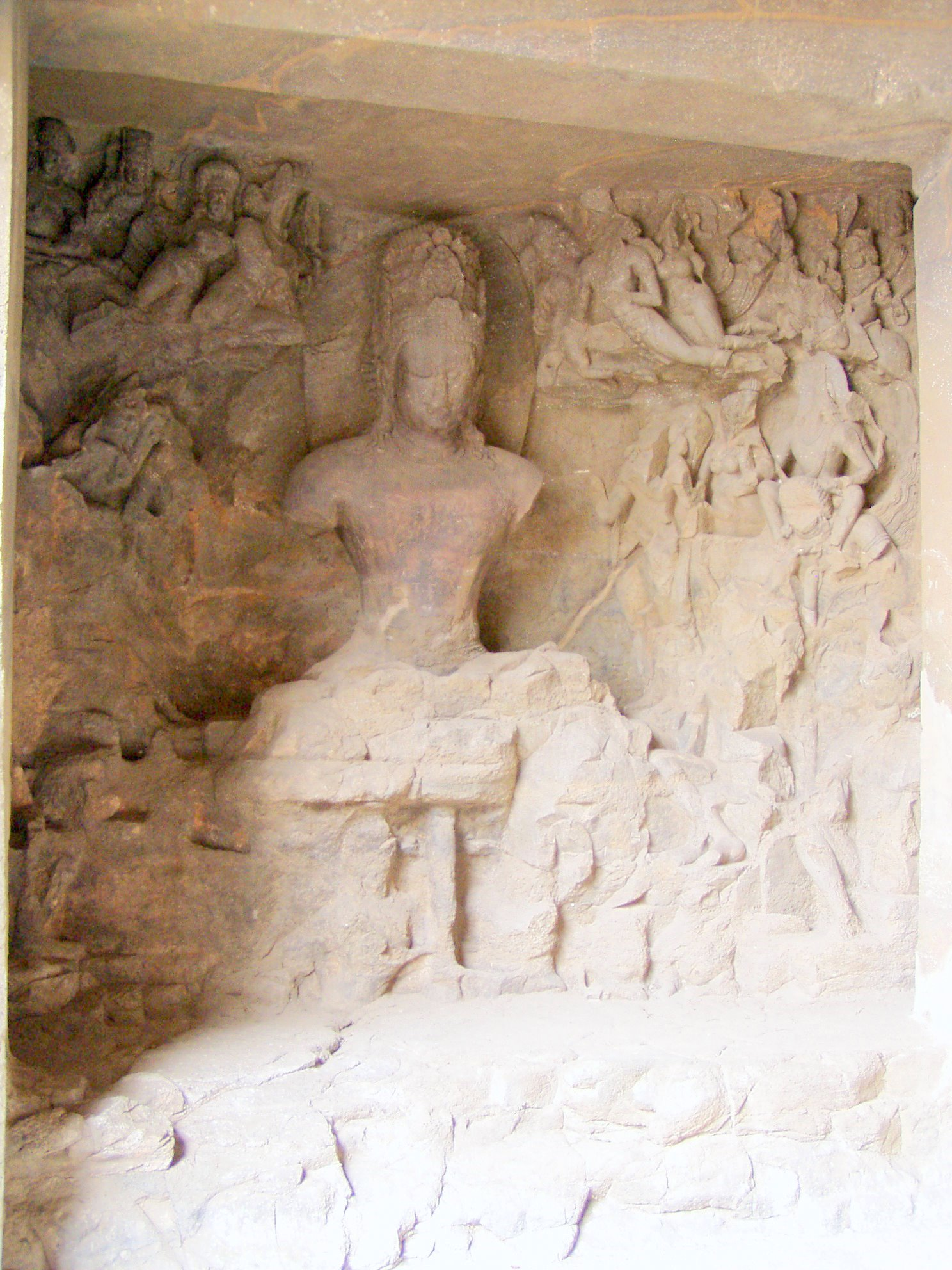
Shiva come Yogishvara, mentre fa penitenza.

Il bassorilievo situato a est del portico nord rappresenta Shiva nella classica posizione Yoga, il signore dello Yoga: Yogishvara, o l'asceta supremo: Mahayogi, Dharmaraja e Lakulisha Simile a un Buddha, la scultura di Shiva si trova in pessime condizioni, con due braccia rotte. È seduto nella posizione yoga padmasana (a gambe incrociate) sopra un fiore di loto portato da due Nagas (uomini serpente). La sua corona, scolpita con numerosi dettagli e ornata da una mezzaluna, ospita nella parte posteriore un collare, mentre i riccioli dei capelli cadono su entrambi i lati delle spalle. Il volto di Shiva è calmo e in meditazione, con gli occhi semi-chiusi. Questa è una posizione di penitenza, seduto in mezzo alle montagne dell'Himalaya dopo la morte della sua prima moglie Sati, che poi fa rinascere come Parvati. È circondato da diverse divinità celesti e seguito da alcuni assistenti. Si vede anche un arbusto di banano con tre foglie già aperte e una che si sta aprendo, nonché un fiore di girasole. Nel bassorilievo vi sono altre figure, ma si trovano in cattivo stato: Visnù che guida il suo destriero Garuḍa (aquila) su una foglia di banano, il Dio-Sole Sūrya su un cavallo completamente sellato e privo di testa, un santo con un rosario, nel cielo due figure femminili drappeggiate fino alle cosce, una figura senza volto della luna con un contenitore d'acqua, tre figure maschili identiche affiancate da due femmine, lo scheletro di un saggio, Brahmā (privo di un braccio) in sella ad un cigno, e Indra privo del suo destriero, l'elefante.

### Nataraja: la Tandava, danza cosmica di Shiva

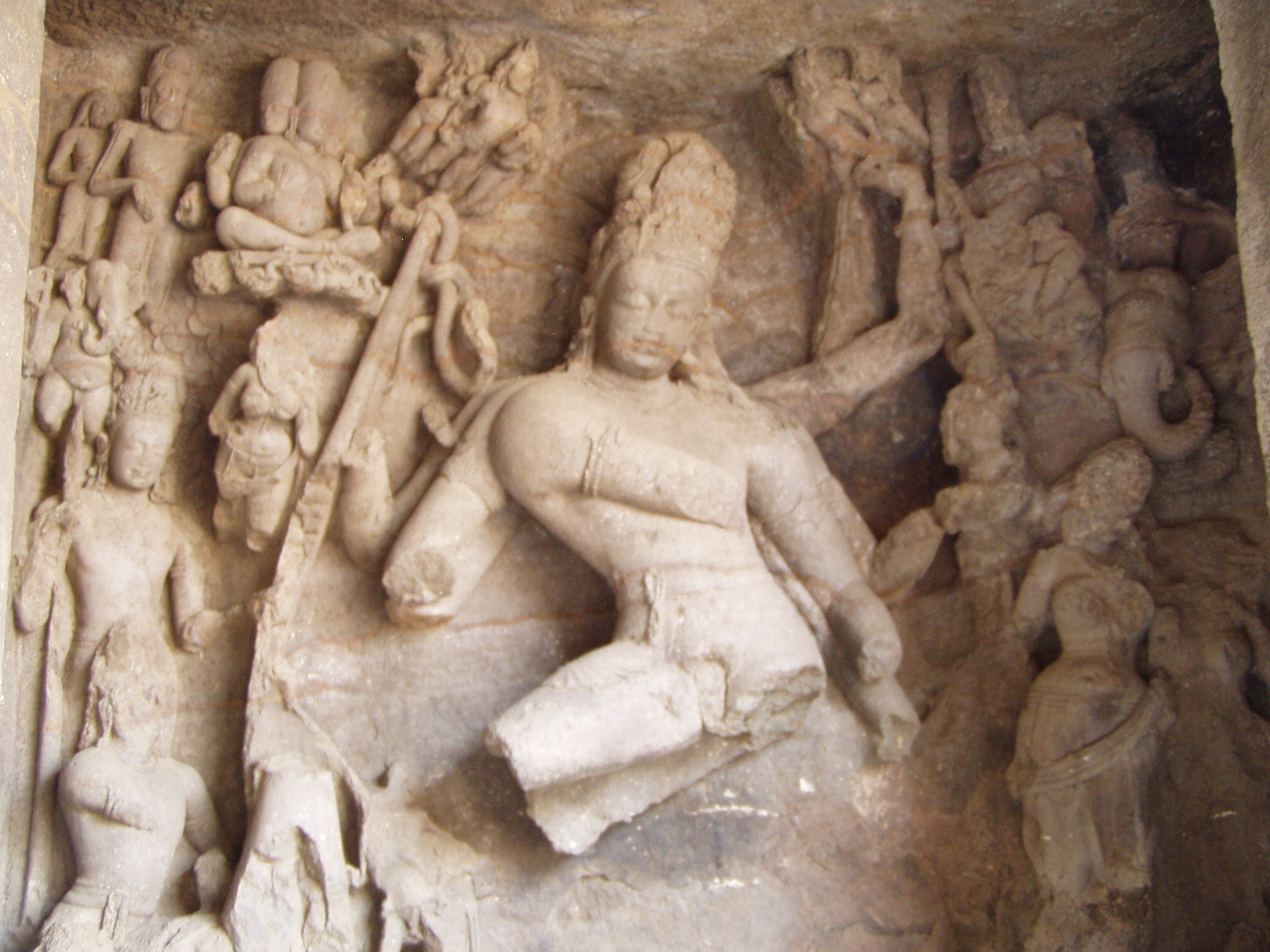
Shiva come Nataraja (La danza cosmica)

La scultura situata ad ovest, di fronte alla nicchia Yogishvara illustra la danza cosmica di Shiva, la Tandava nella forma di Nataraja (re della danza). La nicchia è larga 4 m e alta 3.4. Shiva indossa un copricapo molto elaborato. L'immagine mostra Shiva mentre danza, con dieci braccia, ma mancano la prima mano destra e la terza mano sinistra. La parte restante del primo braccio destro è appoggiata sulla parte sinistra del petto, mentre la seconda mano destra è danneggiata fino all'altezza del gomito. Anche il terzo e il quarto braccio sono rotti, ma si deduce che tenesse con il quarto braccio, una Khatvanga (un bastone con in cima un cranio). Il braccio sinistro è danneggiato vicino ai polsi. La terza mano, rotta, è piegata in direzione di Parvati in piedi sul lato, mentre la quarta mano è sollevata verso l'alto. La coscia destra, rotta, è sollevata, mentre la gamba sinistra non si vede. Gli elaborati bracciali sono ben conservati e la gonna è legata alla vita da un nastro. L'alta figura di Parvati si trova alla sinistra di Shiva, in parte rotta, ma ben ingioiellata. In volo, dietro Parvati si osserva una figura femminile. Nel bassorilievo si possono inoltre osservare: Visnù in sella a un Garuḍa (aquila), Indra in sella al suo Elefante, la testa di elefante Ganesha, Kartikeya (dio della guerra), Bhrngi (il grande saggio), dei saggi e degli assistenti

### Il simulacro centrale

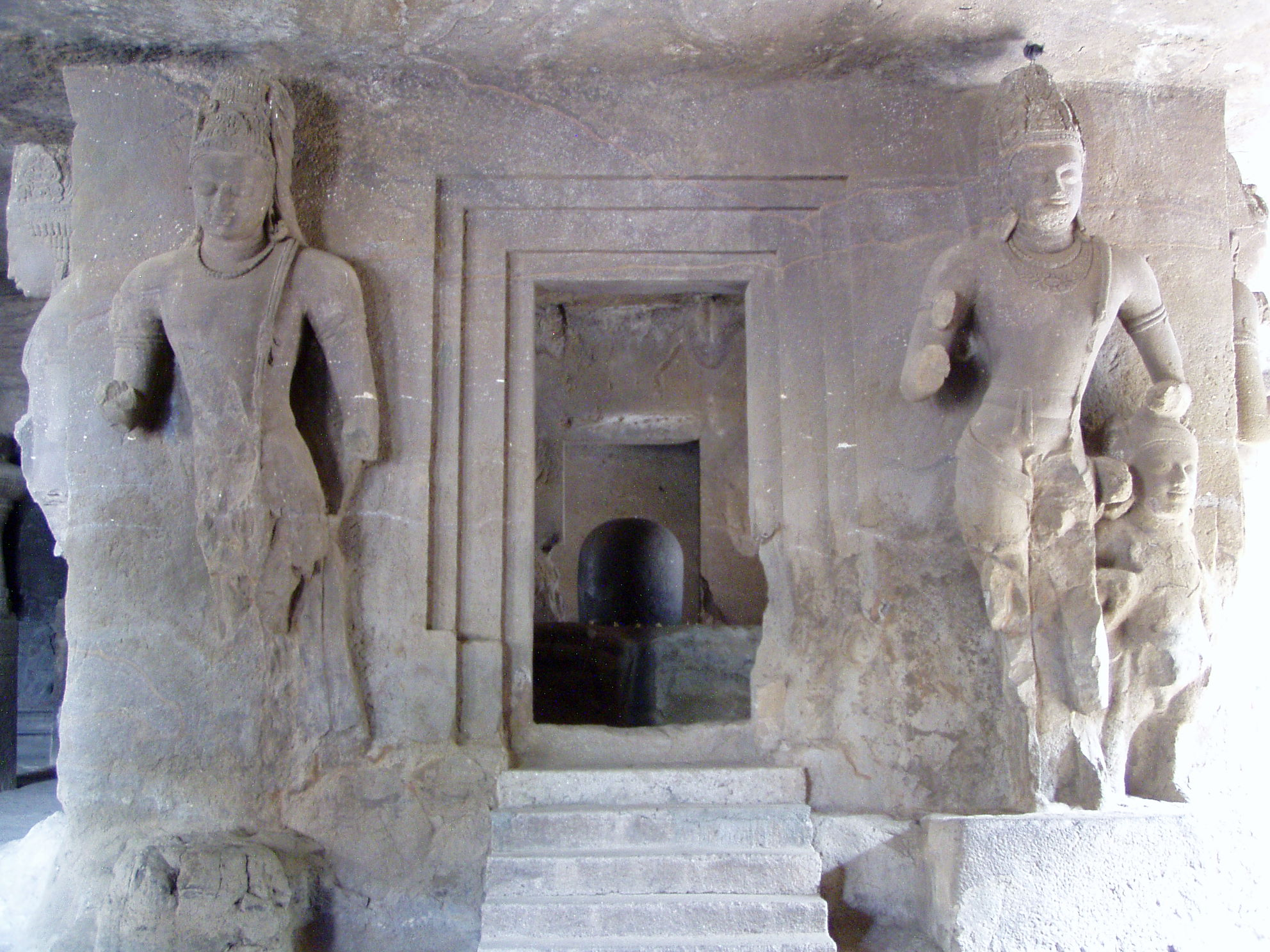
Il santuario del Shiva Linga i Dvarapalas a la porta di ingresso.

Il simulacro centrale è una cella quadrata indipendente, con un ingresso su ciascuno dei lati. Ogni porta è fiancheggiata da due Dvarapala (guardiani del cancello). Il Linga, il simbolo di Shiva in unione con la Yoni, il simbolo di Parvati, simboleggiano l'unità suprema divinizzata dalla presenza dal santuario. Il Linga è situato su una piattaforma rialzata dal pavimento del santuario di 1,8 metri, che per raggiungere è necessario salire sei gradini. L'altezza degli otto Dvarapalas varia da 4,52 a 4,62 metri. Tutti sono danneggiati ad eccezione di quelli situati vicino alla porta meridionale del santuario. Una di questi possiede una serie di caratteristiche insolite: uno strano copricapo, un teschio sopra la fronte, labbra socchiuse con denti sporgenti, statue con una collana con un'unica perla, orecchini, bracciali intrecciati al polso, una spalla ricurva, un globo tenuto a livello dell'ombelico. Tiene la sua veste con la mano sinistra, presso la coscia destra e le gambe sono prive di una forma definita.

### Ala est
A 16,57 metri, superando nove gradini, si accede ad un cortile situato nella parte orientale. Un tempio della parte meridionale del cortile ospita invece un affresco ben conservato. Il piedistallo circolare è situato nel cortile di fronte al tempio di Shiva, vicino all'estremità orientale, nella zona aperta. Si dice che sia la sede di Nandi, il monte di Shiva.
Su ogni lato della scalinata che porta al portico del tempio-caverna si trova una tigre alata e un leongrifo, ciascuno seduto con una zampa anteriore sollevata. Ai lati del portico vi sono delle camere, mentre sul retro è presente un santuario dedicato al Linga. Cinque passi ci conducono, in un percorso circolare, verso la soglia centrale del santuario alto 4,21 metri e largo 4,90 m Sul retro del portico, all'estremità est, si trova una statua gigantesca di un guardiano a quattro braccia con due demoni per assistente. All'estremità nord osserviamo una figura in piedi che brandisce un tridente. La mano sinistra poggia su una figura demoniaca piuttosto compromessa. La parete ovest raffigura Ashta-Matrikas (le otto dee madri), affiancato da Kartikeya (re della guerra) e Ganesha (uomo elefante), i figli di Shiva. Alcune delle Matrikas sono raffigurate con dei bambini, ma tutte sono mostrate sui loro rispettivi supporti: toro, cigno, pavone, Garuḍa (aquila), che li identificano. All'estremità est del portico vi è un'altra cappella con un interno un portico, il cui pavimento è allagato, dato che si trova sotto il livello del mare. Questa cappella è ricca di infiltrazioni.

### Ala ovest
L'ala ovest è quasi in rovina, e si raggiunge entrando attraverso la grotta principale. Qui una piccola cappella, probabilmente buddhista, e una cisterna sono incastrate tra i pilastri della grotta. Un altro santuario situato ad ovest del cortile ospita sculture di Shiva in posizione yoga seduto su un fiore di loto portato da "due grasse e pesanti figure con una parrucca". La scultura raffigura Brahmā a tre facce con la barba e altre figure. Entrando sul retro del portico vi è una grotta con un poliedrico e venerato Linga eretto sopra salunkhs scolpite a corolla. Alla porta d'ingresso su entrambi i fianchi, si ergono le statue di due guardiani in piedi su dei demoni e due figure grasse, in equilibrio instabile. Sul lato sud della porta, si può osservare un insieme di statue. Tra queste risalta l'intarsio di Shiva con il terzo occhio, raffigurato a sei braccia. Anche se parzialmente rovinata, la scultura mostra Shiva mentre sta danzado, la sua testa ornata di una corona fissata con una mezzaluna, un cobra nella mano sinistra, una bastone nella destra. Accanto a questa immagine è presente una figura situata sotto un albero di banano e una immagine dello stesso Shiva nella condizione di (Yogishvara) seduto su un fiore di loto. Nel bassorilievo si osserva una figura maschile a cavallo di un toro con una campana al collo, una figura femminile, e un altro intaglio situato alla sinistra di Shiva: una figura femminile con un gioiello sulla fronte con un turbante avvolto con perizia, Indra a cavallo di un elefante, Vishnu con quattro braccia, in possesso di un piccolo disco nella mano sinistra, mentre cavalca un Garuḍa (aquila), affiancato da una piccola figura volante, e una figura maschile con una mezzaluna nei capelli.

## Altre grotte di rilievo

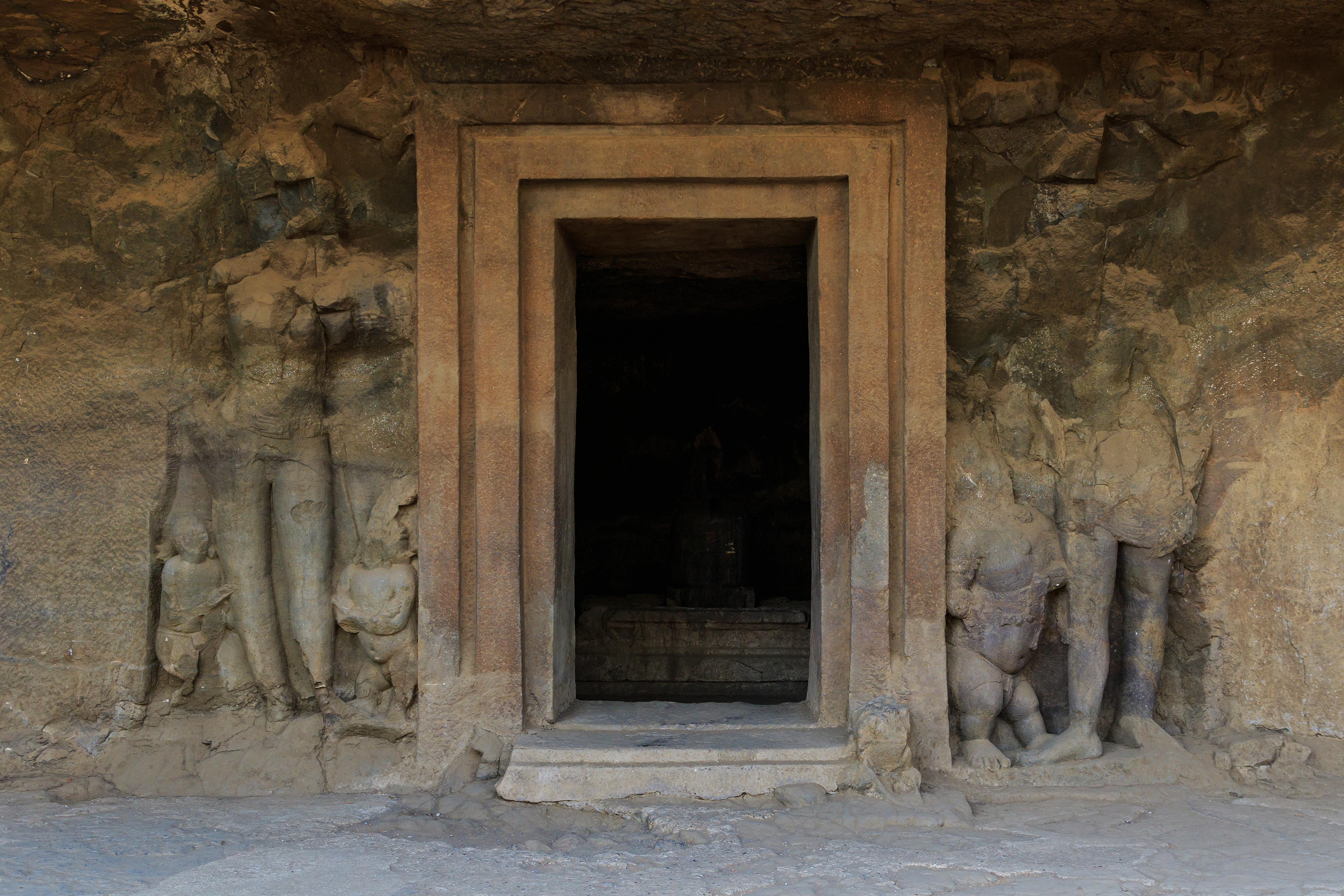
Una delle altre grotte

A sud-est della Grande Grotta, sul lato est-nord-est dell'isola vi è il secondo scavo. Troviamo sul lato nord una cappella, la grotta 2, la cui parte anteriore è completamente distrutta, rimangono solo frammenti di alcune colonne. L'interno ha subito ingenti danni a causa di infiltrazione piovane. Il portico è lungo 85 metri e profondo 35. La cappella è sostenuta da otto colonne angolari e due mezze colonne dalla forma irregolare. Sul retro del portico vi sono tre camere e quella centrale possiede un altare e un canale d'acqua (pranalika), anche se il Linga è andato perduto. La porta del santuario presenta alcune tracce di una scultura composta da una figura di un giovane, un grasso, nei fregi si osservano degli alligatori, mentre su uno stipite vi sono figure danneggiate di animali.
Un po' più a sud dell'ultima grotta, se ne trova un'altra in peggiori condizioni, con danni, anche in questo caso, dovuti ad infiltrazione piovana. Si tratta di un portico in cui ogni fine probabilmente aveva una cappella o una stanza con colonne di fronte. Le celle di due di queste stanze sono situate nella parte posteriore. La porta centrale sul retro del portico conduce ad un santuario danneggiato, le cui porte sono dominate per ogni lato, da due guardiani che si adagiano su dei nani, da delle figure volanti, e da altri guardiani e demoni situati presso lo stipite e l'architrave. Il santuario è profondo 6,04 metri e largo 5,74 metri, ed è dotato da un'ampia sala comune con un altare e un linga. A sud di questa grotta vi è una caverna, probabilmente utilizzata come cisterna.
Sopra queste grotte si trova la scultura di una tigre, venerata come la dea Vaghesheri. È probabile che il guardiano situato presso l'entrata nord della Grotta principale sia da attribuirsi a questa divinità. In cima alla collina, nei pressi di un piccolo stagno si trova un Linga. Nelle vicinanze sono state trovate anche sculture raffiguranti una pietra con inciso un sole e una luna con una madre che allatta un bambino. La scultura della madre con il bambino è stata spostata.
Nella parte superiore della gola nei pressi della grotta principale si trova una grande sala conosciuta come Tempio o grotta di Sitabai. Il portico è formato da quattro colonne e due pilastri. La sala dispone di tre camere sul retro, una centrale, un santuario e delle semplici camere adibite per ospitare i sacerdoti. La porta del santuario centrale è adornata con dei pilastri e un fregio con figure di leone. Il santuario è dotato di un altare, di un canale d'acqua, un foro al centro, sul quale la statua di Parvati potrebbe essere stata oggetto di adorazione. Uno scritto del XVII secolo, afferma che ".. questa grotta [possiede] un bel cancello con un portico in marmo squisitamente battuto.. " e due idoli, uno attribuibile alla dea Vetal e uno della dea Candi.
Passando lungo il versante orientale della collina a nord della caverna Sitabai, vi è un piccolo scavo indù con un veranda, probabilmente il residuo della costruzione di tre celle, abbandonate in seguito alla scoperta di un difetto nella roccia. Verso est della collina si trova uno stagno asciutto, con grandi massi artificiali e cisterne buddiste lungo le sue sponde. Alla fine dello sperone nord della collina principale si trova un tumulo che assomiglia a uno stupa buddista

## Conservazione

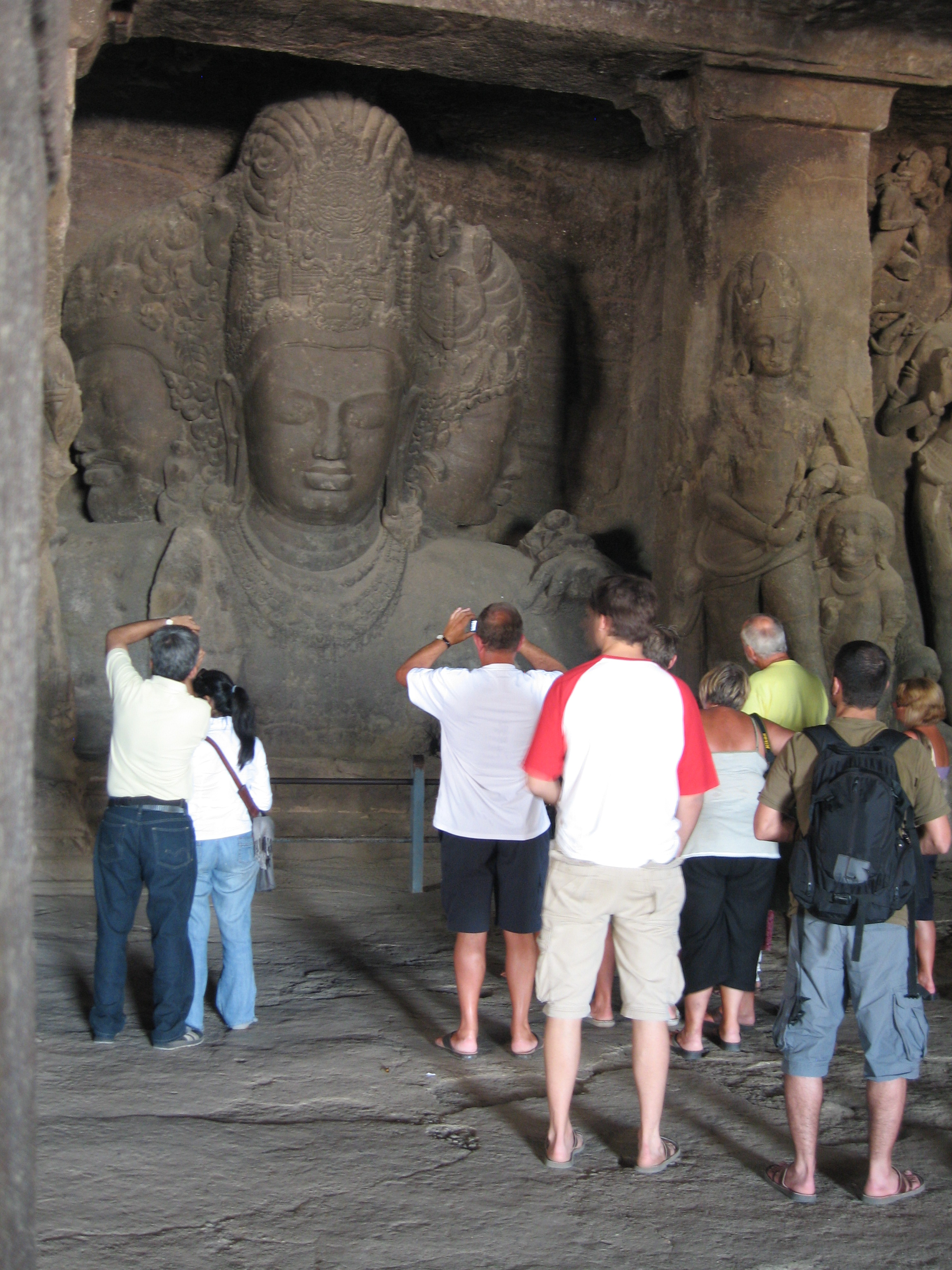
Turisti mentre scattano una foto alla Trimurti

Le Grotte di Elephanta sono quotidianamente sottoposte a diversi rischi: sviluppo industriale (principalmente a causa della sua posizione all'interno del porto di Mumbai), pressione antropica, a causa della crescita della popolazione della comunità residente, crescita industriale del porto e dei servizi in prossimità dell'isola, nessun piano di prevenzione dei rischi di calamità naturali come terremoti, cicloni e attacchi terroristici, turismo non sostenibile e inadeguate strutture turistiche dell'isola, e infine la cattiva gestione dei monumenti.
La conservazione dell'Isola di Elephanta nel suo complesso, con i suoi monumenti, è garantita sia attraverso l'attuale legislazione che da un restauro delle grotte e delle sue sculture. Le legislazioni di base adottate sono le seguenti: legge del 1958 sulla protezione degli Antichi Monumenti e Siti Archeologici e Regole attuative del 1959; regolamento del 1957 che vieta l'estrazione, le sabbiature e gli scavi e altre operazioni nelle immediate vicinanze di qualsiasi monumento; la legge sulle Antichità e dei Tesori d'arte promulgata nel 1972, con le disposizioni attuative emanate nel 1973, e una notifica emessa nel 1985, che dichiarano l'intera isola e una fascia situata ad un km dalla riva come "zona vietata", e una serie di disposizioni emanate dal governo ambientale dello Stato del Maharashtra che proteggono il sito. È del 1966 una legge sulla pianificazione del territorio, mentre sono del 1995 una serie di regolamenti urbanistici per la Protezione del Patrimonio Storico della Grande Mumbai.
L'Archeological Survey of India, (ASI), sulla base della normativa citata, mantiene e gestisce in buono stato i monumenti. Gli interventi adottati per la copertura e la conservazione comprendono: la stabilizzazione della parete rocciosa, la costruzione dei supporti alle strutture delle grotte in cui pilastri sono crollati, il consolidamento dei pavimenti e la costruzione di un muro di contenimento che circonda il sito. Inoltre, sono stati rinnovati i servizi per i visitatori (ad esempio: i servizi igienici, le ringhiere, i percorsi, e una rampa di scale che dal molo porta alle grotte). Per il museo è stato messo in atto un piano di conservazione, mentre le grotte possono considerarsi nel loro complesso in buono stato di conservazione. Il sito riceve circa 25.000 visitatori al mese. Sono inoltre disponibilii diversi opuscoli informativi anche presso la sede dei monumenti. Presso le grotte si tengono eventi speciali durante la Giornata Mondiale del Patrimonio, il 18 aprile, e la Settimana Mondiale dell'UNESCO, tra 19-25 novembre. Un altro evento popolare è il festival annuale di danze tradizionali che attira molti visitatori.

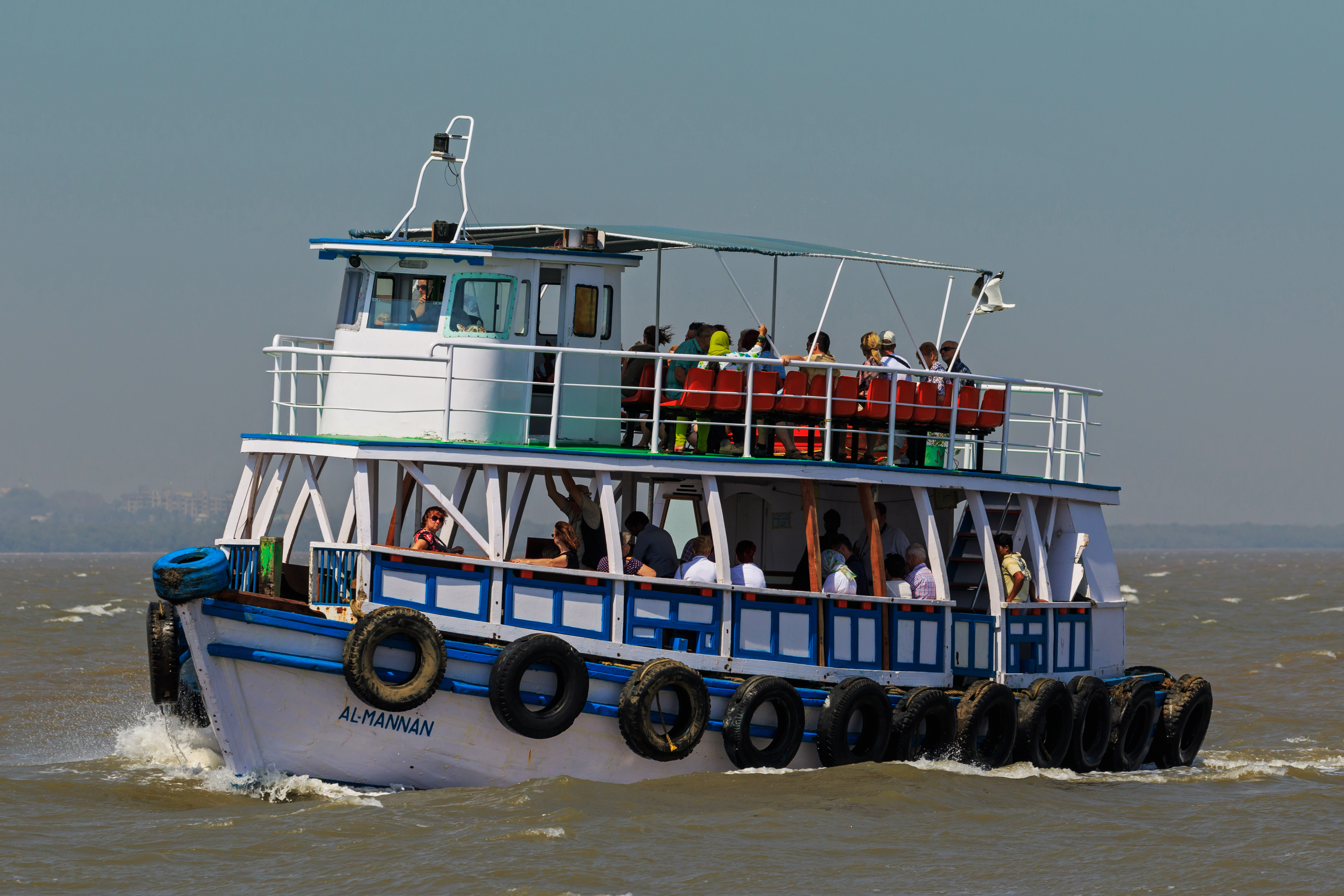
Una tipica imbarcazione che fa la spola tra il molo di Apollo e l'Isola di Elephanta

Dopo aver dichiarato le grotte Patrimonio Mondiale, l'UNESCO ha concesso 100.000 $ per documentare la storia del sito, mentre una parte della sovvenzione è stata utilizzata per la sua conservazione.
Sulla base della valutazione dell'UNESCO, i piani di gestione includono: miglioramento della comunicazione e della collaborazione tra l'ASI, il personale locale, e gli altri ministeri competenti; migliorare i programmi pubblici di informazione e di sensibilizzazione, migliorare i programmi di controllo dell'impatto ambientale dei turisti sulle grotte e dell'ambiente dell'isola, dare una maggiore attenzione al mantenimento dello stato di conservazione delle rocce per affrontare le infiltrazioni e le perdite di acqua nelle grotte, e il monitoraggio quotidiano delle misure di conservazione, sia strutturali che chimiche.
Anche l'Indian National Trust per l'Arte e i Beni Culturali (INTACH) è stato coinvolto con la Survey of India nel miglioramento delle condizioni locali del sito. È stato inoltre pubblicato un libro con il contributo dell'UNESCO, dell'INTACH e del governo indiano, che presenta un piano globale per il restauro del sito e una breve storia di ogni scultura costruita all'interno delle grotte.
Le Caverne di Elefanta sono citate nel VII capitolo del capolavoro di Hermann Melville, “Moby Dick”, nell’edizione Adelphi. Traduzione di Cesare Pavese